# تفاح سيبيري
تفاح سيبيري (الاسم العلمي:Malus sibirica) هو نوع غير مؤكد من النباتات يتبع جنس التفاح من الفصيلة الوردية.